# Андон Мойсов
Андон Мойсов (на македонска литературна норма: Андон Мојсов) е политик от Социалистическа република Македония.

## Биография
Андон Мойсов е внук на Лазар Мойсов. В края на седемдесетте години е посланик на СФРЮ в Мозамбик. Бил е републикански секретар на труда в петнадесетото и шестнадесетото правителство на Социалистическа република Македония.